# 武里駅

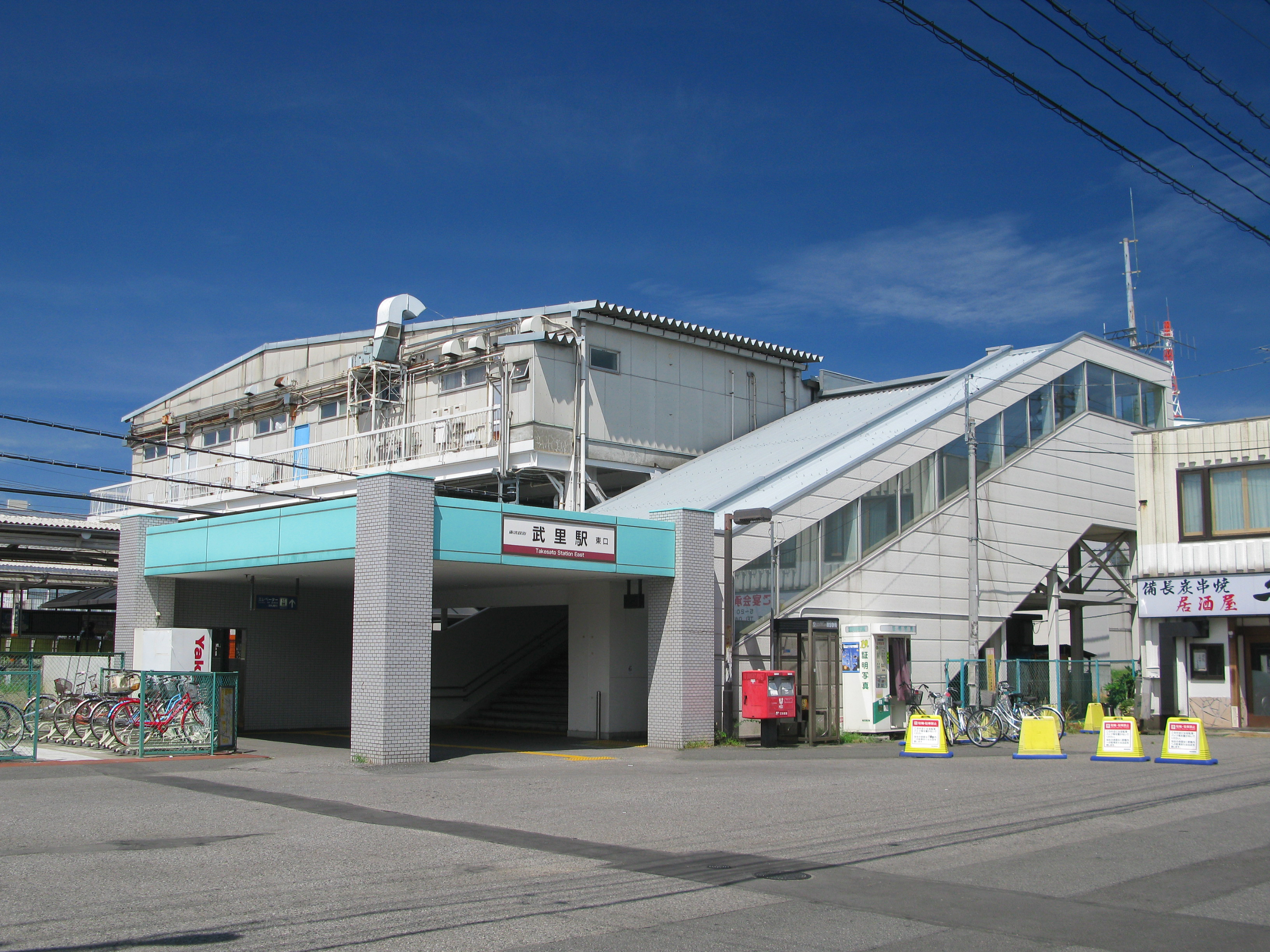
東口（2012年8月）

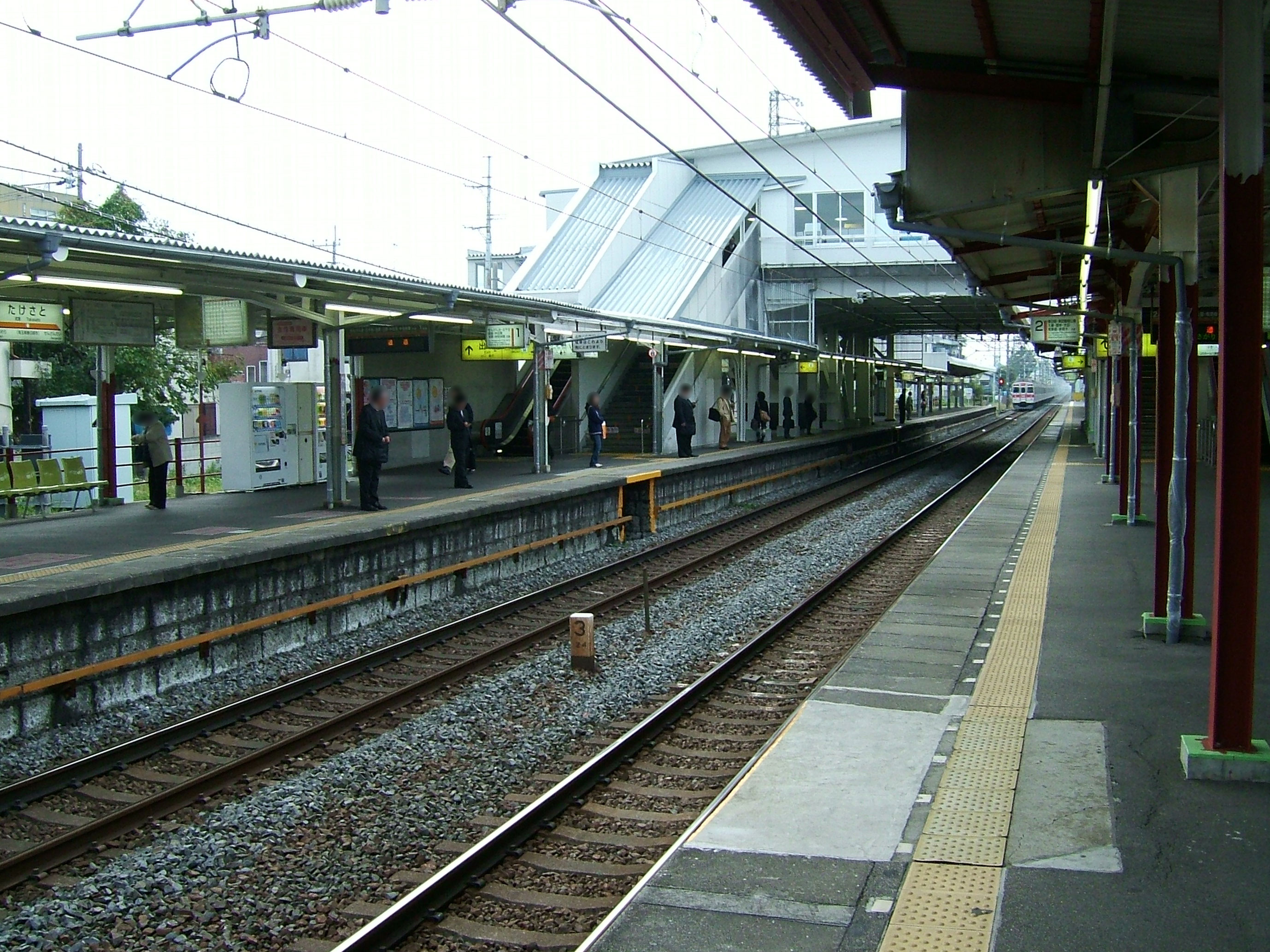
ホーム（2008年11月）

武里駅（たけさとえき）は、埼玉県春日部市大場にある、東武鉄道伊勢崎線の駅である。「東武スカイツリーライン」の愛称区間に含まれている。駅番号はTS 25。

## 年表
- 1899年（明治32年）12月20日：仮停車場として開設[1]。
- 1913年（大正2年）：現在地へ移転。
- 1969年（昭和44年）：橋上駅舎使用開始。
- 2008年（平成20年）3月24日：エレベーター4基使用開始。
- 2011年（平成23年）12月8日：発車メロディ導入。
- 2013年（平成25年）3月16日：ダイヤ改正に伴い、日中の区間準急廃止[2]。日中は東京メトロ日比谷線直通列車のみ運行となり、浅草駅発着列車は朝と夜の時間帯のみとなった[2][3]。

## 駅構造
10両編成対応相対式ホーム2面2線を有する地上駅。橋上駅舎を備える。
トイレは改札階ではなくホーム浅草方に設置されており、ユニバーサルデザインの一環として多機能トイレを併設している。改札階とホーム階を連絡するエレベーターが設置されている。

### のりば
| 番線 | 路線                   | 方向 | 行先 |
| ---- | ---------------------- | ---- | --- |
| 1    | 東武スカイツリーライン | 上り | 新越谷・北千住・とうきょうスカイツリー・浅草方面・ 日比谷線 中目黒・ 半蔵門線 渋谷・ 東急田園都市線 中央林間方面 |
| 2    | 東武スカイツリーライン | 下り | 春日部・東武動物公園・ 伊勢崎線 久喜・ 日光線 南栗橋方面                                                         |

- 上記路線名は旅客案内上の名称（「東武スカイツリーライン」は愛称）で表記している。

## 利用状況
2024年度（令和6年度）の1日平均乗降人員は14,199人である。最ピーク時は2万人台を超えていたものの、1990年代から減少傾向が続き、2002年度（平成14年度）からは隣駅の一ノ割駅を下回っている。
近年の1日平均乗降人員の推移は下記の通り｡
| 年度               | 1日平均 乗降人員 | 出典       |
| ------------------ | ---------------- | ---------- |
| 1960年（昭和35年） | 2,345            |            |
| 1965年（昭和40年） | 5,446            |            |
| 1970年（昭和45年） | 14,751           |            |
| 1975年（昭和50年） | 21,035           |            |
| 1980年（昭和55年） | 21,634           |            |
| 1985年（昭和60年） | 21,489           |            |
| 1990年（平成02年） | 23,062           |            |
| 1998年（平成10年） | 19,887           |            |
| 1999年（平成11年） | 19,301           |            |
| 2000年（平成12年） | 19,093           |            |
| 2001年（平成13年） | 18,725           |            |
| 2002年（平成14年） | 18,179           |            |
| 2003年（平成15年） | 17,840           |            |
| 2004年（平成16年） | 17,315           |            |
| 2005年（平成17年） | 17,248           |            |
| 2006年（平成18年） | 17,360           |            |
| 2007年（平成19年） | 17,431           |            |
| 2008年（平成20年） | 17,217           |            |
| 2009年（平成21年） | 16,565           |            |
| 2010年（平成22年） | 16,236           |            |
| 2011年（平成23年） | 16,028           |            |
| 2012年（平成24年） | 16,132           |            |
| 2013年（平成25年） | 16,317           |            |
| 2014年（平成26年） | 16,065           |            |
| 2015年（平成27年） | 16,189           |            |
| 2016年（平成28年） | 16,073           |            |
| 2017年（平成29年） | 16,209           |            |
| 2018年（平成30年） | 16,084           | [ 東武 3 ] |
| 2019年（令和元年） | 15,804           | [ 東武 4 ] |
| 2020年（令和02年） | 12,403           | [ 東武 5 ] |
| 2021年（令和03年） | 13,038           | [ 東武 6 ] |
| 2022年（令和04年） | 13,448           | [ 東武 7 ] |
| 2023年（令和05年） | 13,891           | [ 東武 8 ] |
| 2024年（令和06年） | 14,199           | [ 東武 1 ] |

## 駅周辺

### 東口
- 国道4号
- 武里郵便局
- 春日部消防署武里分署
- 春日部市南部浄水場
- 春日部市立正善小学校
- 武里東公民館
- 武里外科・脳神経外科
- 医療法人敬愛会 リハビリテーション天草病院
- 越谷市立平方中学校
- 越谷市立平方小学校
- 大場下稲荷神社
- 西光寺

### 西口
- 栃木銀行
- 武蔵野銀行
- 春日部警察署武里交番
- 東彩ガス 春日部サービスセンター
- 南部厚生病院
- 武里病院
- 武里団地
  - 春日部市役所武里出張所
  - 春日部市立武里図書館
  - 春日部武里団地内郵便局
  - 埼玉りそな銀行 武里支店
  - 武里幼稚園
  - フードスクエア 春日部武里店
- 春日部市立武里西小学校
- 春日部市立武里南小学校
- 春日部市立備後小学校
- 春日部市立第一保育園
- 武里白百合幼稚園
- 武里ひばり保育園
- ディスカウントストアパール
- 村社香取神社
- 光明寺

## 路線バス
武里駅（西口ロータリー）
- せんげん台駅西口行（朝日自動車）
- 春日部市コミュニティバス「春バス」（朝日自動車）：武里駅 - 豊春駅ルート ※月 - 土運行
- 上野駅・北千住駅からの深夜急行バスは西口へ到着（東武バスセントラル）
- かすかべ湯元温泉・みくに病院無料送迎バス

武里駅入口（東口より南東へ約700 m）
- せんげん台駅東口行 / 大正大学入口・まつぶし緑の丘公園行（茨城急行自動車）

## 隣の駅
東武鉄道
 東武スカイツリーライン
■急行・■区間急行
通過
■準急・■区間準急・■普通
せんげん台駅 (TS 24) - 武里駅 (TS 25) - 一ノ割駅 (TS 26)